# T'ESTIMO
T'ESTIMO（テスティモ）は、かつてカネボウ化粧品が展開していたポイントメイクアップブランドである。

## 概要
1991年に誕生。「T'ESTIMO」はカタルーニャ語で「（私は君を）愛する、尊敬する」という意味。バルセロナ付近の発音ではタスティーム（タの母音は曖昧母音）のように発音される。カネボウ化粧品の中でも人気のブランドで、特にOLからの支持が多い。アイメイク・口紅・ネイルなど多くのラインナップがあり、同じポイントメイクアップブランドのラヴーシュカよりも落ち着いた色合いが多い。90年代初頭に『落ちない口紅』を発売して大ヒット。当時の『落ちない口紅』ブームの火付け役となった。
2007年12月、新ブランド「コフレドール」誕生によって販売が終了した。

## イメージキャラクター
- 水川あさみ（アーティストと共演するCMが話題になった）
- CHARA
- スガシカオ
- 山田優
- 藤原紀香
- キム・ユンジン
- 加藤あい
- 瀬戸朝香
- 稲森いずみ
- 松雪泰子
- 小雪
- 鶴田真由
- 木村拓哉
- 秋本祐希
- 宮本亜門
- 大塚寧々
- 鈴木保奈美
- 杏里（初代）